# De la cave au grenier
De la cave au grenier est une œuvre autobiographique de Georges Simenon publiée pour la première fois aux Presses de la Cité en mai 1977.
L'œuvre est dictée par Simenon à Lausanne (Vaud), 12 avenue des Figuiers, du 5 août au 23 novembre 1975 ; et révisée en février 1976.
Elle fait partie de ses Dictées.

## Résumé
S'agissant de ses Dictées, au contraire de son éditeur, Simenon ne veut pas entendre parler de « Mémoires », encore moins de « Mélanges ». Dans De la cave au grenier, l'auteur s'étend sur ce problème : « Ce ne sont
en effet ni des mémoires, ni un journal à proprement parler, ni un recueil de
pensées plus ou moins philosophiques. Ce n'est pas de la littérature. En somme,
ce sont seulement les pensées qui passent par la tête d'un vieil homme, plus ou
moins jour par jour, et même certains récits de mon emploi du temps. Autrement
dit, ce n'est rien du tout, puisque cela n'appartient à aucun genre ».
Pour Simenon, il s'agit simplement de dictées, faites au jour le jour. Cependant, il demeure tout particulièrement attaché à la grande authenticité. Position qu'il justifie par le fait que, généralement, le cerveau conserve les moments intenses et heureux. Ceci semblerait expliquer une raréfaction de ces moments, directement proportionnelle à l'âge, alors que d'autres moments deviendraient de plus en plus nombreux.